# Lupinus radiatus
Lupinus radiatus är en ärtväxtart som beskrevs av Charles Piper Smith. Lupinus radiatus ingår i släktet lupiner, och familjen ärtväxter. Inga underarter finns listade i Catalogue of Life.